# Contea di Lantian
La contea di Lantian (蓝田县S, Lántián XiànP) è una contea della Cina, situata nella provincia dello Shaanxi e amministrata dalla città-prefettura di Xi'an.